# Leucania nigristriga
Leucania nigristriga är en fjärilsart som beskrevs av Hreblay, Legrain och Shin-Ichi Yoshimatsu. Leucania nigristriga ingår i släktet Leucania och familjen nattflyn. Inga underarter finns listade i Catalogue of Life.